# Hamid al-Karawi
Hamid al-Karawi, arab. ‏حامد القروي‎ (ur. 30 grudnia 1927 w Susie, zm. 27 marca 2020 tamże) – lekarz, premier Tunezji w latach 1989–1999.
Ukończył studia medyczne w Paryżu, z tytułem lekarza chorób płucnych. Podczas studiów działał w Związku Generalnym Studentów Tunezji (UGET), był również dziennikarzem w podziemnej gazecie Al Kifah i przewodniczącym Federacji Destur we Francji. Po powrocie do kraju został lekarzem w szpitalu w Susie. W latach 1957–1972 był radnym miejskim w Susie. Od kwietnia 1986 do października 1987 był ministrem do spraw młodzieży i sportu, później, do lipca 1988 był ministrem przy urzędzie premiera do spraw Partii Konserwatywno-Socjalistycznej (PSD). Od lipca 1987 do września 1989 był ministrem sprawiedliwości. 27 września 1989 został premierem Republiki Tunezyjskiej. Funkcję premiera sprawował do 17 listopada 1999.